# Tour of Uppsala 2021
Tour of Uppsala 2021 er den 3. udgave af det svenske etapeløb Tour of Uppsala. Cykelløbets tre etaper skulle oprindeligt være kørt fra 5. til 7. maj 2021 med start og mål i Uppsala, men blev flyttet til start den 1. august og slut 3. august. Løbet er ikke en del af UCI Women's World Tour, men på den lavere rangerende internationale UCI-kalender for kvinder. Den oprindelige 3. udgave af løbet blev i 2020 aflyst på grund af coronaviruspandemien.

## Etaperne
| Etape    | Dato    | Start – Mål | type | Afstand (km) | Etapevinder | Førende rytter |
| -------- | ------- | ----------- | ---- | ------------ | ----------- | -------------- |
| 1. etape | 1. aug. | Uppsala     |      |              |             |                |
| 2. etape | 2. aug. |             |      |              |             |                |
| 3. etape | 3. aug. | – Uppsala   |      |              |             |                |

### 1. etape
| Uppsala - |  | () |

| \| Etaperesultat \| Etaperesultat \| Etaperesultat \| Etaperesultat \| Etaperesultat \| \| Rytter \| Rytter \| Hold \| Tid \| \| \| ------------- \| ------------- \| ------------- \| ------------- \| ------------- \| |        |      |     |
| |        |      |     |
| Kilde: ProCyclingStats |        |      |     |
| Etaperesultat |        |      |     |
| Rytter | Rytter | Hold | Tid |

| \| Samlede stilling \| Samlede stilling \| Samlede stilling \| Samlede stilling \| Samlede stilling \| \| Rytter \| Rytter \| Hold \| Tid \| \| \| ---------------- \| ---------------- \| ---------------- \| ---------------- \| ---------------- \| |        |      |     |
| |        |      |     |
| Kilde: ProCyclingStats |        |      |     |
| Samlede stilling |        |      |     |
| Rytter | Rytter | Hold | Tid |

### 2. etape
| - |  | () |

| \| Etaperesultat \| Etaperesultat \| Etaperesultat \| Etaperesultat \| Etaperesultat \| \| Rytter \| Rytter \| Hold \| Tid \| \| \| ------------- \| ------------- \| ------------- \| ------------- \| ------------- \| |        |      |     |
| |        |      |     |
| Kilde: ProCyclingStats |        |      |     |
| Etaperesultat |        |      |     |
| Rytter | Rytter | Hold | Tid |

| \| Samlede stilling \| Samlede stilling \| Samlede stilling \| Samlede stilling \| Samlede stilling \| \| Rytter \| Rytter \| Hold \| Tid \| \| \| ---------------- \| ---------------- \| ---------------- \| ---------------- \| ---------------- \| |        |      |     |
| |        |      |     |
| Kilde: ProCyclingStats |        |      |     |
| Samlede stilling |        |      |     |
| Rytter | Rytter | Hold | Tid |

### 3. etape
| - Uppsala |  | () |

| \| Etaperesultat \| Etaperesultat \| Etaperesultat \| Etaperesultat \| Etaperesultat \| \| Rytter \| Rytter \| Hold \| Tid \| \| \| ------------- \| ------------- \| ------------- \| ------------- \| ------------- \| |        |      |     |
| |        |      |     |
| Kilde: ProCyclingStats |        |      |     |
| Etaperesultat |        |      |     |
| Rytter | Rytter | Hold | Tid |

## Samlede stilling
| \| Samlede stilling \| Samlede stilling \| Samlede stilling \| Samlede stilling \| Samlede stilling \| \| Rytter \| Rytter \| Hold \| Tid \| \| \| ---------------- \| ---------------- \| ---------------- \| ---------------- \| ---------------- \| |        |      |     |
| |        |      |     |
| Kilde: ProCyclingStats |        |      |     |
| Samlede stilling |        |      |     |
| Rytter | Rytter | Hold | Tid |